# フォッシュ (重巡洋艦)
フォッシュ（croiseur lourd Foch）はフランス海軍のシュフラン級の1隻。艦名は第一次世界大戦時の連合軍総司令官であり1929年に没したフェルディナン・フォッシュにちなむ。

## 艦歴
就役後しばらくは姉妹艦「デュプレクス」と共に地中海で活動していたが1940年よりイギリス海軍と共に南大西洋及びアフリカ西方でドイツ海軍の通商破壊艦への哨戒任務に就いていた。
第二次世界大戦時には1940年6月13日に僚艦「アルジェリー」と共に第1駆逐隊（駆逐艦ヴォーバン、リヨン、エーグル）、第5駆逐隊（駆逐艦タルテュ、シュヴァリエ・ポール、カサール）らの大型駆逐艦を率いてイタリア本土のジェノヴァを砲撃する作戦を行い、損傷を受けることなくトゥーロンへ凱旋した（ジェノヴァ砲撃）。
1942年11月11日にドイツ陸軍が南部フランスへと進駐するにあたり、トゥーロンにあった本艦を含む地中海艦隊は同月15日にはヴィシー政府のペタン首班、ラヴェル副首班、海軍大臣ウファン（Gabriel Auphan）、海軍大将ド・ラボルド（Jean de Laborde）とのあいだで合意がなされており、同月27日に海軍大将ド・ラボルドの命令により一斉自沈を行った。その後、イタリア軍に鹵獲された本艦は1943年4月に浮揚されたが修理はされずに解体処分となった。

## 参考図書
- 「世界の艦船 増刊第50集 フランス巡洋艦史」（海人社）
- 「世界の艦船 1986年1月増刊号 近代巡洋艦史」（海人社）
- 「世界の艦船 2010年1月増刊号 近代巡洋艦史」（海人社）
- 「世界の重巡洋艦パーフェクトガイド」（学習研究社）
- 「Conway All The World's Fightingships 1860-1905」（Conway）
- 「Conway All The World's Fightingships 1906-1922」（Conway）
- 「ラスト・オブ・カンプフグルッペIII 高橋慶史」（大日本絵画）